# Chronologie des facteurs de clavecins
- flamands
- français
- anglais
- allemands
- italiens
- hispaniques

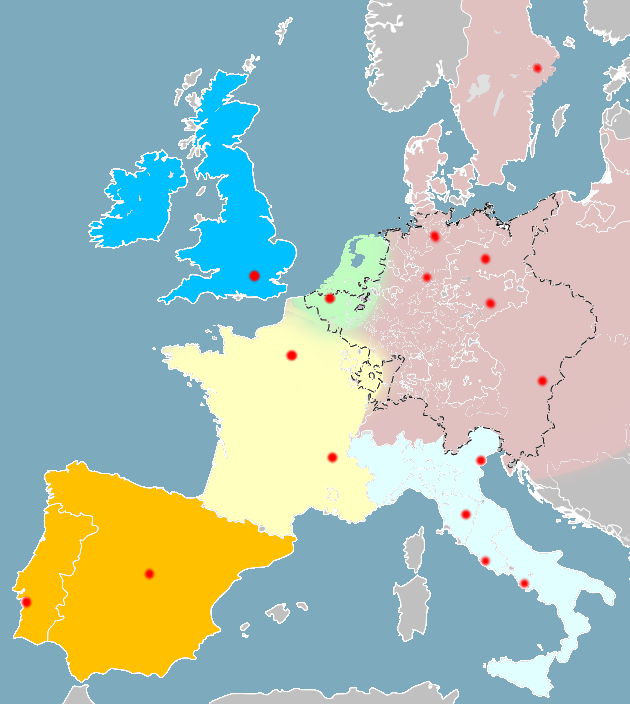
Cette carte de l'Europe occidentale du XVIIIe siècle est déclinée selon les traditions régionales de la facture du clavecin :

Les tableaux de synthèse ci-dessous résument la chronologie des principaux facteurs de clavecins et instruments apparentés tels qu'épinettes, virginals, clavicythériums. Jusqu'au XVIIIe siècle, les facteurs sont regroupés par grandes traditions régionales.

## Aperçu chronologique
Voici un aperçu des facteurs de clavecins les plus importants, dont les noms ont survécu jusqu'à aujourd'hui, mais la liste n'est en aucun cas exhaustive. Certains de ceux-ci étaient fondateurs ou membres de dynasties influentes de la facture de clavecin. D'autres ne sont connus que grâce à un ou deux instruments qui ont survécu, mais y sont présents en raison de l'inspiration de ces instruments pour les copies de facteurs modernes. Certains des facteurs qui ont participé au renouveau du clavecin historiquement informé sont également présents.
Notes sur l'aperçu
- Les facteurs dont les dates de naissance ou de décès sont inconnues sont marqués d'un astérisque (*). Dans ce cas, la période indiquée par le graphique est délimitée généralement par les dates des instruments conservés.
- En raison de la rapide popularité du piano à la fin du XVIIIe siècle, beaucoup de facteurs ont construit les deux instruments, jusqu'à ce que le clavecin disparaisse effectivement, au début du XIXe siècle.
- Le signe + repère des entreprises industrielles qui ont pu commencer la construction de clavecins en série bien après leur création.
- La ligne supérieure montre les compositeurs de chaque époque pour l'orientation. Tous ces compositeurs, sauf Schubert et Brahms au XIXe siècle, composaient pour le clavecin.
- Au bas du tableau se trouvent des événements qui affectent la facture du clavecin d'une manière ou d'une autre et donnent un contexte historique.

## Facteurs italiens
Liste plus détaillée des facteurs de clavecins italiens.
Note sur l'aperçu
- Les facteurs dont les dates de naissance ou de décès sont inconnues sont marqués d'un astérisque (*). Dans ce cas, la période indiquée par le graphique est délimitée généralement par les dates des instruments conservés.

## Facteurs flamands
Chronologie plus détaillé des facteurs de clavecins flamands, intégrant les émigrés réputés ayant exercé dans d'autres régions.
Notes sur l'aperçu
- Les facteurs dont les dates de naissance ou de décès sont inconnues sont marqués d'un astérisque (*). Dans ce cas, la période indiquée par le graphique est délimitée généralement par les dates des instruments conservés.
- Les facteurs dont seule la date de naissance est connue, sont marqués d'un double astérisque (**).
- De notables facteur nés flamands, ont émigré vers d'autres régions et sont répertoriés dans la tradition de construction à laquelle ils appartenaient. Par exemple Johann Daniel Dulcken, le fondateur de la célèbre dynastie qui est répertoriée comme « flamande », bien qu'en provenance d'Allemagne.

## Facteurs allemands
Liste plus détaillée des facteurs de clavecins allemands, y compris des émigrés germaniques notables provenant d'autres régions.
Notes sur l'aperçu
- Les facteurs dont les dates de naissance ou de décès sont inconnues sont marqués d'un astérisque (*). Dans ce cas, la période indiquée par le graphique est délimitée généralement par les dates des instruments conservés.
- Les facteurs réputés nés dans les États allemands qui ont émigré vers d'autres pays, sont présentés ici, mais rattachés à la couleur de la tradition de construction dans laquelle ils ont fait leur nom.
- La facture du clavecin était souvent un travail secondaire des facteurs d'orgues, alors que quelques-uns étaient spécialisés dans le clavecin ou le clavicorde[1].
- Il faut noter que dans le monde germanophone, le clavecin n'était qu'un instrument appelé « clavier », parmi d'autres et que les instruments à clavier semblent y avoir été utilisés plus indistinctement que dans d'autres régions. Il n'est pas surprenant que, bien qu'inventé en Italie, le piano soit devenu populaire dans les États allemands et en Autriche, en plus de la pléthore d'instruments à clavier[1].

## Facteurs français
Vue d'ensemble des principaux facteurs de clavecins français, y compris ceux qui ont émigré venant d'autres régions (essentiellement de Flandre ou de pays germaniques).
Notes sur l'aperçu
- Les facteurs dont les dates de naissance ou de décès sont inconnues sont marqués d'un astérisque (*). Dans ce cas, la période indiquée par le graphique est délimitée généralement par les dates des instruments conservés.

## Facteurs anglais
Vue d'ensemble des principaux facteurs de clavecins anglais.

Notes sur l'aperçu
- Les facteurs dont les dates de naissance ou de décès sont inconnues sont marqués d'un astérisque (*). Dans ce cas, la période indiquée par le graphique est délimitée généralement par les dates des instruments conservés.